# Akira Ioane
Pour les articles homonymes, voir Ioane.

a Compétitions nationales et continentales officielles uniquement.

b Matchs officiels uniquement.
Dernière mise à jour le 8 juillet 2024.
Akira Ioane, né le 16 juin 1995 à Tokyo (Japon), est un joueur de rugby à XV et de rugby à sept néo-zélandais évoluant aux postes de troisième ligne aile ou troisième ligne centre. Il mesure 1,94 m pour 111 kg.

## Biographie
Akira Ioane est le fils de Eddie Ioane (en), ancien international samoan de rugby à XV, et de Sandra Ioane (en) (née Wihongi), internationale néo-zélandaise de ce même sport. Il est le frère aîné de l'international néo-zélandais Rieko Ioane, qui joue aux postes de centre ou d'ailier.
Il naît à Tokyo au Japon, tandis que son père jouait avec le club des Ricoh Black Rams. Il grandit ensuite à Auckland, où il commence à jouer au rugby. Il est scolarisé à la Auckland Grammar School, jouant avec l'équipe de l'établissement au sein du championnat scolaire,. 

## Carrière

### En club
Akira Ioane a fait ses débuts professionnels en 2015 avec la franchise des Blues en Super Rugby. Lors de sa première saison, il joue neuf matchs dont six en tant que titulaire. Il inscrit un essai contre la Western Force après une course de 50 mètres où il élimine trois défenseurs.
À la suite de cette bonne saison, il fait également ses débuts en NPC (championnat des provinces néo-zélandaises) avec la province d'Auckland. Il produit alors une bonne saison (onze matchs et cinq essais) et aide son équipe à aller jusqu'en finale de la compétition.
Il remporte son premier titre en 2018, lorsque Auckland remporte le NPC, après une finale face à Canterbury.
En 2022, il est finaliste du Super Rugby avec les Blues, son équipe s'inclinant sur le score de 21 à 7 face aux Crusaders.
Il joue son centième match de Super Rugby le 13 mai 2023.
Lors de la saison 2024 de Super Rugby, il est titulaire pour la finale remportée par son équipe face aux Chiefs, inscrivant un essai à cette occasion.
Dans la foulée de ce titre, il annonce son départ des Blues et s'engage à partir de la saison 2025 avec le club japonais des Hanazono Kintetsu Liners, en deuxième division de League One,.

### En équipe nationale

#### En rugby à sept
En 2014, alors qu'il n'est âgé que de dix-huit ans, il est sélectionné avec l'équipe de Nouvelle-Zélande de rugby à sept. Il s'impose rapidement comme un joueur important de l'équipe grâce à ses qualités mêlant puissance physique et mobilité.
Il est sélectionné par Gordon Tietjens pour disputer les Jeux olympiques 2016. Cependant, la Nouvelle-Zélande ne parvient pas à passer les quarts de finale de la compétition après une défaite en poule contre le Japon (12-14) puis la Grande-Bretagne (19-21) et enfin en quart de finale contre les fidjiens (7-12). Les All Blacks terminent à la cinquième place et Akira Ioane aura disputé les six rencontres, chacune d'entre-elles en tant que titulaire, pour cinq essais inscrits.

#### En rugby à XV
Il joue avec l’équipe de Nouvelle-Zélande des moins de 20 ans en 2015. Il remporte alors le championnat du monde junior cette année-là.
En juillet 2015, il est sélectionné aux côtés de son frère Rieko pour disputer deux test matchs avec l'équipe des Māori de Nouvelle-Zélande contre les Fidji et les Barbarians néo-zélandais. En juin 2017, il affronte les Lions britanniques lors de leur tournée en Nouvelle-Zélande.
Il est sélectionné pour la première fois avec les All Blacks en août 2017, dans le cadre du Rugby Championship. S'il n’est pas utilisé lors de cette compétition, il participe dans la foulée à la tournée de novembre en Europe, où il dispute uniquement le match de milieu de semaine contre France XV à Lyon, le 14 novembre 2017,.
En septembre 2020, il est rappelé par le nouveau sélectionneur Ian Foster, afin de participer à la série de test-matchs contre l'Australie, puis au Tri-nations 2020. Il connait sa première cape officielle le 7 novembre 2020, à l’occasion d’un match contre l'équipe d'Australie à Brisbane. Ces débuts internationaux sont de courte durée, puisqu'il est contraint de sortir du terrain à la 28e minute, afin de faire rentrer un pilier à la suite du carton rouge de Ofa Tu'ungafasi.

## Palmarès

### En club et province
- Vainqueur du NPC en 2018 avec Auckland.
- Vainqueur du Super Rugby Trans-Tasman en 2021 avec les Blues.
- Finaliste du Super Rugby en 2022 avec les Blues.
- Vainqueur du Super Rugby en 2024 avec les Blues.

### En équipe nationale
- Champion du monde junior en 2015.
- Vainqueur de l'IRB Sevens World Series 2013-2014 avec les All Blacks Sevens.
- Vainqueur du Rugby Championhsip en 2020, 2021 et 2022.

## Statistiques
Au 8 juillet 2024, Akira Ioane compte 21 cape en équipe de Nouvelle-Zélande, dont quinze en tant que titulaire, depuis le 7 novembre 2020 contre l'équipe d'Australie à Brisbane.
Il participe à trois éditions du Rugby Championship, en 2020, 2021 et 2022. Il dispute douze rencontres dans cette compétition.